# Carlos Núñez
Pour les articles homonymes, voir Núñez.
Carlos Núñez, né le 16 juillet 1971 à Vigo, est un musicien galicien, sonneur de gaïta et flûtiste.

## Biographie
D'une famille de musiciens, il commence dès huit ans l'apprentissage de la flûte, suivie de la gaïta deux ans plus tard. Il suit le conservatoire, où il apprend la musique classique. 
À treize ans, il se produit au Festival interceltique de Lorient. Il remporte dès sa première participation le trophée Macallan, qu'il remportera également les deux années suivantes.
En 1999, Carlos Núñez produit, avec la collaboration du producteur français Hector Zazou, l'album Os Amores Libres qui sortira en 2000.
Après trois ans passés au Brésil à la recherche des traces de son arrière-grand-père, Carlos rentre en Europe avec une banda (formation musicale) de fusiliers marins brésiliens qui animent avec lui son concert au festival interceltique de Lorient (FIL) en 2009.

## Collaborations
Une des caractéristiques essentielles de Carlos Núñez est de collaborer avec de nombreux artistes de genres différents et de toutes nationalités. Sa formation musicale, la Carlos Núñez banda avec qui il joue en direct, inclut son frère Xurxo Núñez (percussionniste) et Pancho Álvarez (guitariste et violoniste). Les deux violonistes Begoña Riobó et Paloma Trigas ont quitté la formation en 2007. Elles ont été remplacées par l'Irlandaise Niamh Ní Charra, qui passera cinq ans au sein du groupe, où elle joue du violon et du concertina, et y chante en gaélique irlandais, galicien, anglais et breton, notamment aux côtés de Dan Ar Braz en 2011 et 2012. Elle joue son dernier concert en mars 2012, repartant en tournée avec Riverdance et souhaitant se consacrer à son prochain album personnel. L'Écossaise Fiona Johnson a pris le relais. 
Núñez collabore également avec des artistes comme le Bagad Sonerien Bro Dreger, Vicente Amigo, Carles Benavent, Luz Casal, Kepa Junkera, Eimear Quinn et Carmen Linares. Parmi les musiciens internationaux, il s'est produit avec les membres du groupe The Chieftains, mais aussi Athy, Dan Ar Braz, Jackson Browne, Phil Cunningham, Ry Cooder, The Dubliners, Frankie Gavin, Roger Hodgson, Paddy Keenan, Noa, Máirtín O'Connor, Liam O'Flynn, Dulce Pontes, Teresa Salgueiro, Sharon Shannon, Capercaillie, les « super-papys » cubains de la Vieja Trova Santiaguera ou encore la gaiteira d'Ourense Cristina Pato, Alan Simon et le sonneur de cornemuse écossaise Marc Flauder.
En 2010, il signe la bande-son du spectacle « Le Secret de la lance » pour le parc du Puy du Fou en Vendée et en 2011 il réalise la bande-sonore du ballet brésilien Grupo Corpo avec José Miguel Wisnik.
Le 16 juin 2017, il participe en tant qu'invité à la soirée du 40e anniversaire du Puy du Fou.

## Discographie

### Albums personnels
- 1997 : Brotherhood Of The Stars (A irmandade das estrelas)
- 1999 : Os amores libres (Les amours libres)
- 2000 : Mayo Longo
- 2002 : Todos Os Mundos (Tous les mondes)
- 2003 : Un Galicien en Bretagne (Almas De Fisterra)
- 2004 : DVD Carlos Nuñez & Amigos (Version espagnole)
- 2005 : Cinema Do Mar (Cinéma de la mer)
- 2006 : DVD Carlos Nunez En Concert (Version française)
- 2007 : Melodies from Gedo Senki, reprenant des mélodies du film Les Contes de Terremer de Gorō Miyazaki, avec des créations originales
- 2009 : Alborada Do Brasil
- 2012 : Discover (Compilation)
- 2014 : Inter-Celtic
- 2022 : Vuélveme a Ti
- 2023 : Celtic Sea

### Participations

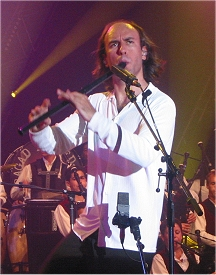
Carlos Núñez pendant le festival interceltique de Lorient 2005.

- 1989 : The Chieftains : Treasure island.
- 1992 : Grupo Matto Congrio : Matto Congrio .
- 1995 : The Chieftains : The long black veil.
- 1996 : The Chieftains : Santiago.
- 1997 : Héritage des Celtes : Finisterres
- 1998 : Héritage des Celtes : Zénith
- 1999 : Héritage des Celtes : Bretagnes à Bercy
- 1999 : Excalibur, La légende des Celtes
- 2002 & 2003 : La Nuit Celtique I & II au Stade de France
- 2004 : Bande originale du film Mar adentro d'Alejandro Amenabar
- 2006 : Nuit de la Saint Patrick, à Paris Bercy[3]
- 2006 : Celtica : Stade de la Beaujoire, Nantes[4]
- 2006 : Festival interceltique de Lorient (compilation)[5]
- 2006 : Participation à la bande-originale du film d'animation japonais Les Contes de Terremer de Gorō Miyazaki, avec Tamiya Terashima
- 2009 : 39e Festival interceltique de Lorient
- 2016 : 21e Festival Rio Loco à Toulouse (compilation)